# Pozo Blanco
Pozo Blanco är en ort i Mexiko.   Den ligger i kommunen San Luis de la Paz och delstaten Guanajuato, i den centrala delen av landet, 260 km nordväst om huvudstaden Mexico City. Pozo Blanco ligger 1 990 meter över havet och antalet invånare är 545.
Terrängen runt Pozo Blanco är en högslätt. Runt Pozo Blanco är det ganska tätbefolkat, med 52 invånare per kvadratkilometer. Närmaste större samhälle är San Luis de la Paz, 13,8 km öster om Pozo Blanco. Trakten runt Pozo Blanco består till största delen av jordbruksmark.